# Teresa Vinyoles Vidal
Teresa Vinyoles Vidal (Barcelona, 1942) és una historiadora medievalista barcelonina
Professora titular d'Història Medieval a la Universitat de Barcelona, escriptora, cofundadora i antiga membre del Centre de Recerca de Dones Duoda (1982) de la Universitat de Barcelona. En les seves línies d'investigació hi predomina l'estudi de les dones, per al qual s'ha dedicat des de 1969, i de la vida quotidiana a l'època medieval. Actualment, també coordina un projecte d'investigació sobre didàctica de la història. Va ser també la directora científica del Diccionari Biogràfic de Dones (DBD), estrenat el desembre de 2010. El curs 2009-2010 va fer la conferència inaugural del curs de l'Institut d'Estudis Catalans.

## Obres

### Llibres i articles
Les seves principals obres escrites són les següents:
- La vida quotidiana a Barcelona vers 1400 (Vol. 1-2). Barcelona (1983)
- Les barcelonines a les darreries de l'edat mitjana (Barcelona, Fundació Vives Casajuana, 1976).
- La vida quotidiana a Barcelona vers 1400 (Barcelona, Fundació Vives Casajuana, 1985).
- Les barcelonines a les darreries de l'Edat Mitjana. Barcelona (1976)
- Mirada a la Barcelona medieval des de les Finestres gòtiques (Barcelona, Dalmau, 2002).
- Presència de les dones a la Catalunya medieval (Vic, Eumo, en premsa).
- Història de les dones a la Catalunya medieval. Lleida (2005)[5]
- Les veus de les malmaridades, Publicacions de la Universitat de Barcelona, 2012.
- Des de la frontera: Castells medievals de la Marca, Publicacions de la Universitat de Barcelona, 2001. (coautora)

### CD-Rom
- Viure en un castell de la frontera: Passeig virtual pels segles XI-XII, Publicacions de la Universitat de Barcelona, 2000 (coautora)